# Elisabetta de Clare

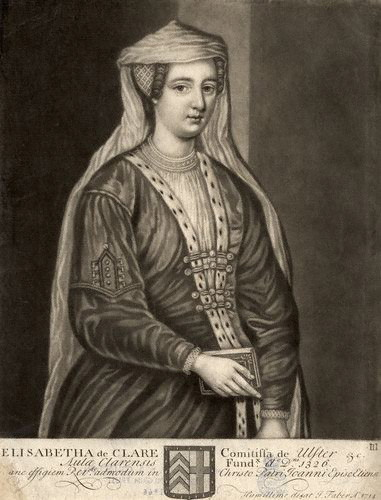
Elisabetta de Clare

Elisabetta de Clare in inglese Elizabeth de Clare (16 settembre 1295 – 4 novembre 1360) è stata una nobile britannica; era l'ultimogenita di Giovanna Plantageneta, figlia di Edoardo I, e di Gilberto di Clare, VII conte di Gloucester. E' a volte citata come Elizabeth de Burgh per il matrimonio con John de Burgh.

## Biografia
Elisabetta de Clare nacque nel settembre del 1295, ultimogenita di Gilberto di Clare, VII conte di Gloucester e VI conte di Hertford, e di Giovanna Plantageneta, figlia di Edoardo I d'Inghilterra.
Nel 1308 la famiglia negoziò per lei ed il fratello, Gilberto de Clare, VIII conte di Gloucester un matrimonio con i figli di Richard Óg de Burgh, II conte dell'Ulster, Giovanni e Matilde. Suo marito era il primogenito ed avrebbe quindi ereditato il titolo rendendo Elisabetta contessa. Nel 1312 nacque William Donn de Burgh, che sarebbe diventato III conte dell'Ulster, ma il marito morì l'anno seguente ucciso in una schermaglia ed Elisabetta si ritrovò dunque vedova a diciotto anni e continuò a risiedere in Irlanda.
Nel 1314 il fratello Gilberto de Clare, VIII conte di Gloucester morì a soli ventitré anni senza lasciare eredi nella battaglia di Bannockburn: i suoi domini furono divise fra le tre sorelle. Essendo divenuta un ottimo partito, il re decise di richiamarla a corte e nel 1316 Elisabetta lasciò l'Irlanda e suo figlio che rimase con i nonni. Venne alloggiata al castello di Bristol, ma venne rapita, nel febbraio dello stesso anno, da Teobaldo II de Verdun, con cui era stata fidanzata in precedenza e che era stato gran giustiziere d'Irlanda. Il 27 luglio dello stesso anno Teobaldo morì di tifo lasciando tre figlie nate da un precedente matrimonio. Elisabetta, incinta, si rifugiò in un convento del Wiltshire dove rimase sotto la protezione di una zia monaca. La figlia che aspettava nacque il 21 marzo 1317 e venne chiamata Isabella, come la moglie del re.
Solo poche settimane dopo la nascita della figlia Elisabetta venne fatta sposare con il barone Ruggero d'Amory, in Irlanda, che aveva servito il re come cavaliere ed era uno dei favoriti di Edoardo II d'Inghilterra. Il marito, uomo violento e sanguigno era nemico giurato di Ugo Despenser il giovane, sebbene questi avesse sposato una delle sorelle della moglie. Quando scoppiò la guerra dei Despenser Roger si schierò con i signori delle marche, guidati da Tommaso Plantageneto, e venne ucciso nella battaglia di Boroughbridge che segnò la vittoria dei realisti.
Elisabetta e la figlia nata nel 1318, che portava il suo stesso nome, vennero imprigionate nell'abbazia di Barking non lontano da Londra.
Edoardo II d'Inghilterra e Ugo Despenser il giovane cercarono di sottrarle alcune delle sue proprietà: Despenser aveva ricevuto dal re le terre della signoria di Gower, che rientrava nelle proprietà di Elisabetta, dopo che questa era stata confiscata a Guglielmo de Braose ed Elisabetta fu costretta a cedere quelle terre in cambio di quelle di Usk, di minore valore. In seguito de Braose intraprese un'azione legale per rivendicare il proprio dirittò su Gower a scapito di quello di Elisabetta: il processo si concluse a suo favore e la regione venne donata prontamente ai Despenser. Le proprietà vennero restituite solo dopo l'ascesa al trono di Edoardo III d'Inghilterra.
Dopo la sua terza vedovanza Elisabetta fece voto di castità, così da escludersi dal mercato matrimoniale e dedicò la propria vita alle opere religiose fonando il Clare College di Cambridge.
Morì il 4 novembre 1360.